# 埼玉県道376号上笹塚谷口線
埼玉県道376号上笹塚谷口線（さいたまけんどう376ごう かみささづか やぐちせん）は、埼玉県吉川市から同県三郷市を結ぶ一般県道である。路線の大半が県道21号と重複している。

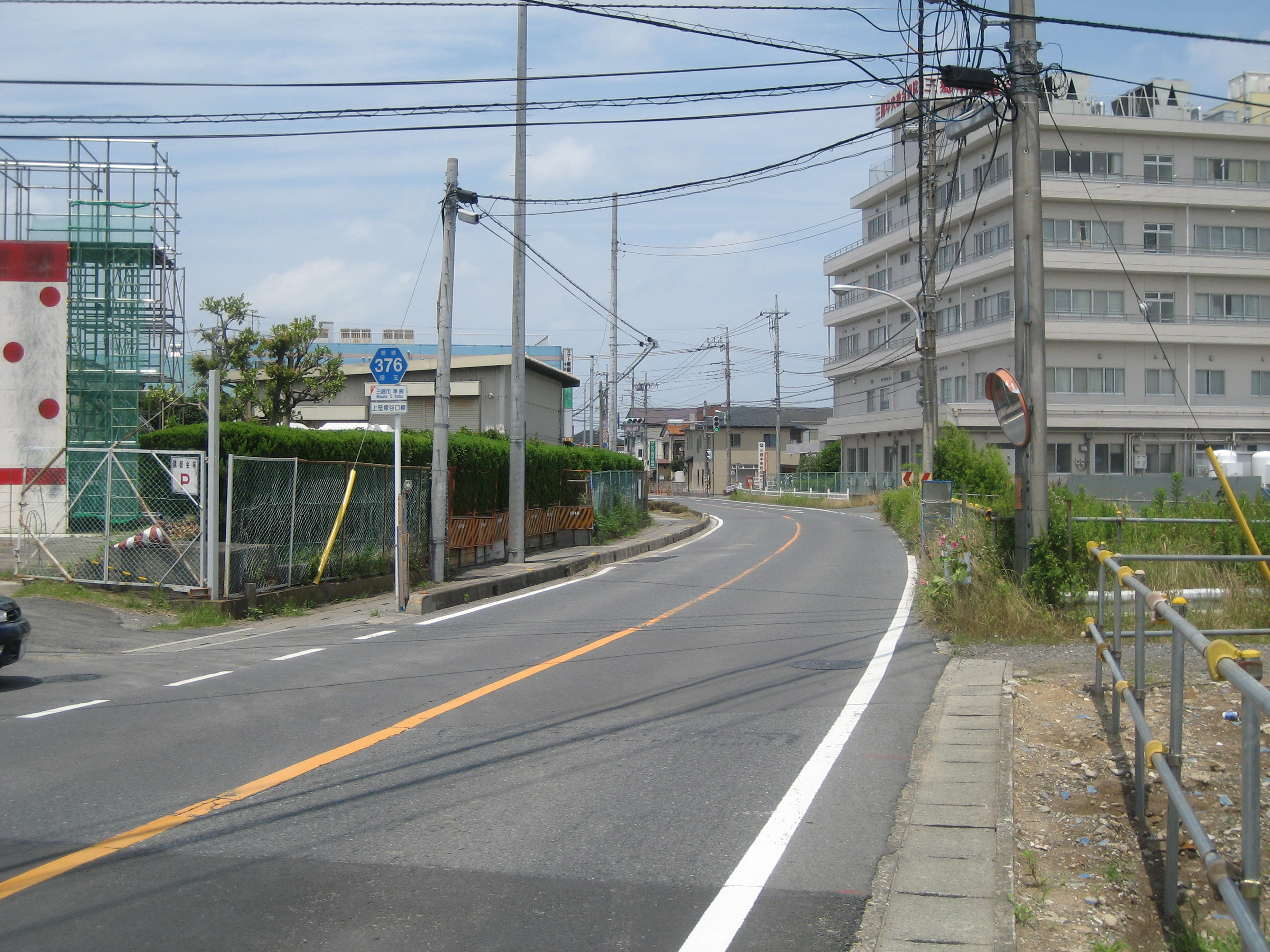
三郷市幸房

## 概要
吉川市内は全線県道21号との重複区間であり単独区間はなし。単独区間の起点は三郷市・駅前大橋交差点であり、単独区間は三郷市内のみに留まっている。

## 起点・終点
- 起点：埼玉県吉川市大字上笹塚
- 終点：埼玉県三郷市大字谷口

## 重複区間
- 埼玉県道21号三郷松伏線（駅前大橋交差点 - 鍋小路交差点）

## 通過する自治体
- 埼玉県
  - 吉川市 - 三郷市

## 交差している道路
- 埼玉県道326号川藤野田線「鍋小路交差点」
- 埼玉県道377号加藤平沼線「三輪野江小前交差点」
- 埼玉県道52号越谷流山線「早稲田八丁目交差点」
- 埼玉県道29号草加流山線「三郷三丁目交差点」
- 埼玉県道21号三郷松伏線「駅前大橋交差点」
- 国道298号「谷口南交差点」
- 埼玉県道67号葛飾吉川松伏線「谷口交差点」

## 沿道の主な施設
※単独区間のみ
- 三郷中央総合病院
- 三郷市消防本部・消防署
- 三郷郵便局
- 亀有信用金庫三郷研修所
- 三郷市保健センター分室
- 三郷市立図書館